# 联合国安全理事会第27号决议
联合国安理会27号决议是于1947年8月1日在联合国安全理事会第173次会议上通过的。该决议是关于印度尼西亚问题的，经过分段通过，未经全文表决。
决议呼吁荷兰和印度尼西亚双方立即停止敌对行为，经由国际仲裁或其他和平方法解决争端。